# Arenaviridae
Arenaviridae és una família de virus d'ARN monocatenari (-) que infecten rosegadors i ocasionalment els humans. L'espècie tipus és Lymphocytic choriomeningitis virus (LCMV); que també inclou l'espècie responsable de la febre de Lassa. Per l'associació epidemiològica amb rosegadors, alguns arenavirus i bunyavirus s'anomenen Robovirus.
En secció transversal s'hi poden observar els ribosomes que el virus ha agafat de l'hoste, que al microscopi electrònic tenen una aparença de granets de sorra.

## Classificació
Fílum: Negarnaviricota
- Subfílum Polyploviricotina
  - Classe Ellioviricetes
    - Ordre Bunyavirales
      - Família Arenaviridae